# Die tageszeitung
die tageszeitung (în traducere „Cotidianul”, cunoscut și ca taz) este un ziar german fondat în 1978 în Berlin. taz este o cooperativă începând cu anul 1992.

## Titluri
taz este renumit pentru titlurile sale mai puțin obișnuite, cum ar fi:
- Oh mein Gott! (Oh, Doamne!) - La alegerea lui Joseph Ratzinger ca Papa Benedict al XVI-lea
- Es ist ein Mädchen (E o fată) - La alegerea Angelei Merkel ca prima femeie cancelar al Germaniei
- Hopa - au făcut-o din nou! - La realegerea lui George W. Bush în calitate de președinte al Statelor Unite ale Americii
- Libertatea presei din Ungaria a ajuns la final - Un titlu melodramatic privind aprobarea unei legi de cenzură în Ungaria[4]

Pe 5 iunie 2008 ziarul a publicat o fotografie intitulată „Onkel Barack Hütte” („Coliba unchiului Barack”) alături de o imagine a Casei Albe mai jos de titlu, ca parte a unui articol despre Barack Obama, pe atunci senator. Titlul care a făcut referire la romanul Coliba unchiului Tom a fost perceput ca rasist de unii cititori, în special de americanii care trăiesc în Berlin.